# Abdullah Gül
Abdullah Gül (* 29. října 1950, Kayseri) je turecký politik, v letech 2007–2014 prezident Turecka. Před zvolením působil jako předseda vlády a ministr zahraničí.

## Kariéra
Gül se narodil ve staré konzervativní rodině v Kayseri. Vystudoval na Istanbulské univerzitě ekonomii, v průběhu doktorského studia krátce pobýval v Londýně a Exeteru. Začal pracovat jako vysokoškolský pedagog, v letech 1983 až 1991 byl v Islámské rozvojové bance.
Od vysokoškolských let se zapojoval do politiky. Na vysoké škole se stal členem islamisticko-nacionalistické Milli Türk Talebe Birligi (Národní turecké studentské unie). V roce 1991 se poprvé stal poslancem parlamentu za Refah Partisi (RP, Strana prosperity) a později za jejího následovníka Fazilet Partisi (FP, Strana ctnosti). Od roku 1992 do roku 2001 působil v Parlamentním shromáždění Rady Evropy.
Spoluzakládal Adalet ve Kalkinma Partisi (AKP) - Strana spravedlnosti a rozvoje. V jejích barvách se stal v listopadu 2002 premiérem.

### Vládní funkce

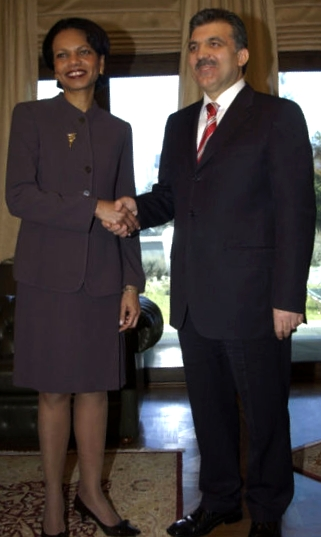
Gül se jako ministr zahraničí setkává ve Washingtonu s Condoleezzou Riceovou

Jeho premiérské působení skončilo v březnu 2003, ale jeho význam pro tureckou politiku nijak neklesl. Stal se klíčovým činitelem v jednáních Turecka o budoucím vstupu do Evropské unie, stejně jako ve snaze o normalizaci vztahů se Sýrií a udržování kontaktů s tureckými minoritami v dalších zemích Střední Asie a Kavkazu.
Cílem jeho návštěvy USA 6. února 2007 bylo hlavně zabránit přijetí amerického zákona, který by označil deportace a zabíjení Arménů v roce 1915 jako "Arménskou genocidu".

### Prezident
Gülovu kandidaturu na prezidenta za Stranu spravedlnosti a rozvoje ohlásil 24. dubna 2007 premiér Recep Tayyip Erdogan, který tím ukončil spekulace o tom, zda se sám nebude ucházet na tuto funkci. První pokus prosadit Güla selhal v květnu kvůli bojkotu opozičních sekularistických stran, Gül pak svou první kandidaturu formálně stáhl. Protestů za udržení Atatürkovy tradice sekularistického Turecka se v ulicích účastnily statisíce lidí.
Po červencových parlamentních volbách AKP 13. srpna nominovala Güla znovu. V prvních dvou kolech sice neuspěl, ale ve třetím kole 28. srpna získal dostatečnou podporu a byl zvolen 11. prezidentem Turecka. Po svém zvolení rozptyloval obavy z přílišné islamizace země.

## Osobní život
Abdullah Gül je ženatý se svou sestřenicí Hayrünnisou Özyurtovou od roku 1980, kdy jí bylo 15 let. Mají dva syny a jednu dceru. Gül bývá charakterizován jako příjemný společník se smyslem pro humor.[zdroj⁠?!] Fandí fotbalovému klubu Besiktas Istanbul.

## Vyznamenání
- Řád krále Abd al-Azíze I. třídy – Saúdská Arábie, 9. listopadu 2007[3]
- čestný rytíř velkokříže Řádu lázně – 13. května 2008[4]
- Pamětní medaile 10. výročí hlavního města Astany – Kazachstán, 4. července 2008[5]
- velkokříž s řetězem Řádu prince Jindřicha – Portugalsko, 12. května 2009[6]
- Řetěz nezávislosti – Katar, 17. srpna 2009
- velkokříž s řetězem Řádu zásluh o Italskou republiku – Itálie, 17. listopadu 2009[7]
- řetěz Řádu Mubáraka Velikého – Kuvajt, 21. prosince 2009
- velkokříž Řádu za chrabrost – Kamerun, 16. března 2010
- Řád Pákistánu – Pákistán, 31. března 2010[8]
- velkokříž s řetězem Záslužného řádu Maďarské republiky – Maďarsko, 15. listopadu 2011
- velkokříž Řádu nizozemského lva – Nizozemsko, 16. dubna 2012
- Řád zlatého orla – Kazachstán, 11. října 2012
- rytíř Řádu Serafínů – Švédsko, 11. března 2013[9]
- Vítězný řád svatého Jiří – Gruzie, 19. dubna 2013
- Řád prezidentské hvězdy – Turkmenistán, 29. května 2013[10]
- velkokříž s řetězem Řádu svatého Olafa – Norsko, 5. listopadu 2013
- Řád Hejdara Alijeva – Ázerbájdžán, 12. listopadu 2013[11]
- rytíř Nassavského domácího řádu zlatého lva – Lucembursko, 18. listopadu 2013
- Řád Danaker – Kyrgyzstán, 8. září 2014